# Heaven (에일리의 노래)
〈Heaven〉은 미국의 가수 에일리의 노래이다. 2012년 2월 9일 데뷔 싱글로 발매되었다.

## 평가
《이즘》의 신현태는 "괄목할 만한 신인 가수의 등장이다. 비욘세와 리한나가 연상되는 R&B 댄스곡으로 호소력이 돋보이는 목소리와 몽환적인 분위기, 웅장한 전개가 곡의 매력을 더한다."며 별점 5점 만점 중 3.5점을 부여했다.

## 차트 성적
〈Heaven〉은 2012년 7주차 가온 디지털 차트에서 24위로 데뷔했다. 그 다음 주 차트에서 17위 상승한 7위를 기록했다.	 9주차 차트에서는 3위에 오르며 진입 3주만에 최고 순위를 기록했다. 2012년 2월 가온 디지털 월간 차트에서는 6위에 올랐다.	이후 3월 월간 차트에서는 2단계 상승한 4위를 기록했다. 〈Heaven〉은 2012년 가온 디지털 연간 차트에서 9위에 올랐다. 이 외에도 가온 다운로드 차트에서는 최고 6위,
〈Heaven〉은 2012년 동안 대한민국에서 총 3,227,917만 건의 디지털 판매량을 기록했는데, 그 해 6번째로 많이 팔린 노래였다.

## 차트
| 차트 (2012)                   | 최고 순위 |
| ----------------------------- | --------- |
| 대한민국 (가온 디지털 차트)   | 3         |
| 대한민국 (가온 다운로드 차트) | 6         |

| 차트 (2012)                   | 최고 순위 |
| ----------------------------- | --------- |
| 대한민국 (가온 디지털 차트)   | 9         |
| 대한민국 (가온 다운로드 차트) | 6         |